# Enzo Decaro
Enzo Decaro, all'anagrafe Vincenzo Purcaro Decaro (Portici, 24 marzo 1958), è un attore, sceneggiatore e cabarettista italiano, esponente della nuova comicità napoletana (portata alla ribalta dal gruppo teatrale La Smorfia nella seconda metà degli anni settanta), assieme a Massimo Troisi e Lello Arena.

## Biografia
Laureato in Lettere all'Università di Napoli, cominciò presto a fare teatro e, insieme ad alcuni amici (tra cui Massimo Troisi e Lello Arena) formò il gruppo Rh-Negativo, inaugurando un nuovo tipo di teatro che attingeva alla farsa napoletana e al cabaret. Il consenso del pubblico ottenuto al teatro non compensava però lo stile di vita dell'artista e dei suoi compagni: il gruppo, durante gli inizi, spesso non veniva neanche pagato e recitava quasi esclusivamente per gusto e per passione. Non potevano neanche permettersi abiti eleganti e accessori raffinati. Il tutto era quindi svolto in maniera volutamente grossolana, con scene e costumi piuttosto scarni ed essenziali.

Nel 1977 il gruppo (rinominato I saraceni e successivamente La Smorfia) si assottigliò e rimasero, oltre a Decaro, solo Troisi e Arena.

Il trio la Smorfia in una foto degli anni settanta

Il trio esordì prima al Teatro San Carluccio di Napoli, grazie all'improvviso forfait di Leopoldo Mastelloni, poi approdò al cabaret romano La Chanson (grazie all'intervento dello stesso Decaro, che riuscì a convincere il proprietario del locale, Marcello Casco) e alla trasmissione radiofonica Cordialmente insieme. Infine, notato da Enzo Trapani e da Giancarlo Magalli, esordì nel programma televisivo "Non stop". La Smorfia approdò anche in "Luna Park", il programma del sabato sera condotto da Pippo Baudo, e rimase attivo dal 1979 fino all'inizio degli anni ottanta, mettendo in scena una vasta gamma di sketch. Dopo lo spettacolo teatrale Così è (se vi piace), il trio si sciolse definitivamente a causa, secondo le parole di Troisi, di divergenze artistiche tra lui e Decaro.
Scioltosi il gruppo comico, Decaro proseguì la sua attività sia come regista, sia come attore televisivo e teatrale. Nel 1981 esordì al cinema con Prima che sia troppo presto, film che lo vedeva ricoprire il ruolo di attore, sceneggiatore, musicista e regista. Nel 1998 il grande successo della fiction Una donna per amico lo riportò alla ribalta nazionale. Proseguì interpretando altre fiction di successo, tra le quali La provinciale, Orgoglio, Lo zio d'America, Padri, Il cardinale, Noi, Madre Teresa, Provaci ancora prof!, Era mio fratello, La terza verità, L'ultimo rigore 1 e 2, Una madre e Una donna per amico 1 e 2. Nel 2010 interpretò il padre di Sophia Loren nella miniserie televisiva La mia casa è piena di specchi. Nel 2013 prese parte a Un posto al sole coi fiocchi, spin-off della famosa serie Un posto al sole.

## Vita privata
Enzo Decaro è molto riservato sulla sua vita privata. Ha 3 figli di cui uno, Ajruna Decaro, ha partecipato insieme al padre alla fortunata fiction Provaci ancora prof! nella terza stagione.

## Filmografia

### Cinema
- Prima che sia troppo presto, regia di Enzo Decaro (1981)
- Scirocco, regia di Aldo Lado (1987)
- Fiori di zucca, regia di Stefano Pomilia (1989)
- Io, Peter Pan, regia di Enzo Decaro (1989)
- Madre padrona, regia di Stefano Pomilia (1991)
- Ladri di futuro, regia di Enzo Decaro (1991)
- Grazie al cielo, c'è Totò, regia di Stefano Pomilia (1991)
- I racconti di Vittoria, regia di Antonietta De Lillo (1995)
- L'amore molesto, regia di Mario Martone (1995)
- Vrindavan Film Studios, regia di Lamberto Lambertini (1996)
- La guerra è finita, regia di Nina Mimica – cortometraggio (1997)
- Le mani forti, regia di Franco Bernini (1997)
- Fiabe metropolitane, regia di Egidio Eronico (1997)
- Amore con la S maiuscola, regia di Paolo Costella (2002)
- No Smoking Company - Vietato fumare in azienda, regia di Edo Tagliavini (2006)
- La seconda volta non si scorda mai, regia di Francesco Ranieri Martinotti (2008)
- È stata la mano di Dio, regia di Paolo Sorrentino (2021)
- Un weekend particolare, regia di Gianni Ciuffini (2023)
- Il paese dei jeans in agosto, regia di Simona Bosco Ruggeri (2023)
- La chiocciola, regia di Roberto Gasparro (2024)

### Televisione
- Quando ancora non c'erano i Beatles, regia di Marcello Aliprandi – miniserie TV (1988)
- Gioco perverso, regia di Italo Moscati – film TV (1993)
- Il grande fuoco, regia di Fabrizio Costa (1995)
- Racket, regia di Luigi Perelli – film TV (1997)
- Costanza, regia di Gianluigi Calderone (1998)
- Una donna per amico, regia di Rossella Izzo (1998-2001)
- Tutti gli uomini sono uguali, regia di Alessandro Capone (1997)
- Il cardinale, regia di Berthold Mittermayr (1999)
- Mozart è un assassino, regia di Sergio Martino (2002)
- L'ultimo rigore, regia di Sergio Martino (2002)
- Padri, regia di Riccardo Donna (2002)
- Tutto in quella notte, regia di Massimo Spano (2002)
- Lo zio d'America, regia di Rossella Izzo (2002)
- Madre Teresa, regia di Fabrizio Costa (2003)
- Orgoglio, regia di Giorgio Serafini e Vittorio De Sisti (2004-2005)
- Questo amore, regia di Luca Manfredi (2004)
- Noi, regia di Peter Exacoustos (2004)
- Provaci ancora prof!, regia di Rossella Izzo (2005-2017)
- La provinciale, regia di Pasquale Pozzessere (2006)
- L'ultimo rigore 2, regia di Sergio Martino (2006)
- Era mio fratello, regia di Claudio Bonivento (2007)
- La terza verità, regia di Stefano Reali (2007)
- Una madre, regia di Massimo Soano (2008)
- La mia casa è piena di specchi, regia di Vittorio Sindoni (2010)
- Crimini episodio Cane Nero, regia di Claudio Bonivento (2010)
- Napoli milionaria!, regia di Franza Di Rosa (2011)
- Notte prima degli esami '82, regia di Elisabetta Marchetti (2011)
- Questi fantasmi, regia di Franza Di Rosa (2011)
- Sabato, domenica e lunedì, regia di Franza Di Rosa (2012)
- La vita che corre, regia di Fabrizio Costa – miniserie TV (2012)
- Il caso Enzo Tortora - Dove eravamo rimasti? – miniserie TV (2012)
- Un posto al sole, registi vari – serial TV (2013)
- Gli anni spezzati - L'ingegnere – miniserie TV (2014)
- Una pallottola nel cuore 2 – serie TV (2016)
- L'amore strappato – serie TV (2019)
- Una mamma all'improvviso – miniserie TV (2023)
- Fragili – miniserie TV (2024)

### Documentari
- Pino Daniele - Il tempo resterà, regia di Giorgio Verdelli (2017)
- Mater Lucania, regia di Nicola Palma (2020)
- Totò e il Principe De Curtis - L'uomo oltre la maschera, regia di Tommaso Cennamo (2023)
- Segreti sotterranei, regia di Tommaso Cennamo (2024)

## Programmi televisivi
- Come, quando, fuori, piove (1984)[8]
- Navigator - Alla ricerca di Ulisse (Rai 1, 1999)
- Musicultura (Rai 2, 2006-2007)
- Tale e quale show (Rai 1, 2012) Concorrente
- Tale e quale show - Il torneo (Rai 1, 2012) Concorrente
- Un poeta per amico. Massimo Troisi. (Rai 1, 2012)
- Techetechete' (Rai 1, 2015) Puntata 29
- Tale e quale Sanremo (Rai 1, 2024) Concorrente